# Gauja
Gauja (Gawia, Goiwa, Trejder-Aa, Aa Inflancka, est. Koiva jõgi) – rzeka na Łotwie i Estonii.
Długość rzeki wynosi 452 km, w dolnej części spławna. Bierze początek w tzw. Szwajcarii Liwońskiej, płynie przez Liwonię oraz przez miasta Valmiera, Kieś (łot. Cēsis, niem. Wenden) i Sigulda, które dawniej były siedzibami mistrzów kawalerów mieczowych. Następnie wpada do Zatoki Ryskiej powyżej Rygi. Na środkowym odcinku swego biegu na długości 93 km przepływa przez Park Narodowy Gauja. Jej dolny bieg stanowił kiedyś granicę etnograficzną między Łotyszami a Estończykami.